# Helene Schjerfbecková
Helene Schjerfbecková [helɛ:n ʃærvbeková] (10. červenec 1862 Helsinky – 23. leden 1946 Saltsjöbaden) byla finská malířka, průkopnice modernismu ve Finsku. Je známá svými realistickými portréty a autoportréty, ale také krajinami a zátišími.

## Život
Helene Schjerfbecková, dcera úředníka na železnici Svante Schjerfbecka, se narodila v Helsinkách 10. července 1862. Měla jednoho bratra, který se stal architektem. Jako čtyřletá utrpěla zlomeninu kyčle při pádu ze schodů. Měla omezenou pohyblivost a nemohla navštěvovat školu. Bolesti ji trápily celý život a při chůzi kulhala. Již jako dítě byla nadanou malířkou a kreslířkou a v jedenácti letech byla zapsána na Finskou uměleckou školu kreslení. V roce 1876 zemřel její otec na tuberkulózu a rodina žila z vdovského důchodu matky a z pronájmu pokojů. Helene mohla pokračovat ve studiu malby díky podpoře příbuzných a známých, kteří rozpoznali její talent. Jejím učitelem malířství byl Adolf von Becker. Již jako studentka získala několik cen; obraz s historickým námětem zakoupila po výstavě Finská umělecká společnost.
V roce 1880 získala stipendium, které jí umožnilo studovat v Paříži na Colarossiho akademii. Zde byla žákyní Gustave Courbeta. Ovlivnili ji zde také malíři jako Léon Bonnat a Jules Bastien-Lepage. Následující čtyři roky střídavě pobývala v Paříži, Bretani a u příbuzných na zámku ve Finsku. Živila se prodejem svých obrazů a ilustrováním knih. Na podzim 1883 se Schjerfbecková zasnoubila se švédským malířem Otto Hagborgem, kterého poznala při pobytu v Pont-Avenu. Na nátlak jeho rodiny, která se domnívala, že Schjerfbecková trpí tuberkulózou kostí, bylo zasnoubení po dvou letech zrušeno. Schjerfbecková se nikdy neprovdala.
V letech 1886–1890 žila v Paříži a Cornwallu, část cestovních nákladů hradila Finská umělecká společnost. Během tohoto období Schjerfbecková namalovala obrazy Pekárna (1887) a Rekonvalescent,který získal bronzovou medaili na Světové výstavě v Paříži v roce 1889. Obraz byl později zakoupen Finskou uměleckou společností.
Po návratu do Finska v roce 1890 začala pravidelně vyučovat na kreslířské škole umělecké společnosti, nyní Akademii výtvarných umění. V roce 1901 však vážně onemocněla a v následujícím roce na své místo rezignovala. Přestěhovala se do Hyvinkää, kde bylo známé sanatorium. Žila tam v ústraní se svou matkou, o kterou pečovala až do její smrti v roce 1923. Zatímco žila v Hyvinkää, pokračovala v malování a vystavování. Kontakt s uměleckým světem udržovala prostřednictvím korespondence a časopisů zasílaných přáteli.
V roce 1913 se setkala s obchodníkem s uměním Göstou Stenmanem, který měl významný podíl na veřejné prezentaci jejího díla. Zúčastnila se výstav v Malmö (1914), Stockholmu (1916), Petrohradě (1917) a dalších městech. V roce 1917 měla první samostatnou výstavu v Helsinkách a v roce 1937 pro ni Stenman uspořádal další samostatnou výstavu ve Stockholmu, která znamenala definitivní vstup Schjerfbeckové mezi nejuznávanější skandinávské malíře. Od roku 1938 jí vyplácel pravidelnou měsíční rentu. V letech 1925–1941 žila trvale v obci Ekenäs v jižním Finsku. Později pobývala v různých sanatoriích a v roce 1944 se přestěhovala do lázeňského hotelu Saltsjöbaden ve Švédsku, kde pokračovala v aktivní malbě. V posledních letech života vytvořila např. sérii autoportrétů. V jednom z dopisů píše: „Začala jsem malovat vlastní portrét, protože můj vlastní model je stále k dispozici.“ 
Zemřela 23. ledna 1946 a byla pohřbena na hřbitově Hietaniemi v Helsinkách.
Spisovatelka Rakel Liehu jí roku 2003 věnovala životopisný román Helene. Švédský režisér Jan Troell v roce 2017 uvedl, že o Schjerfbeckové točí životopisný film. Roku 2020 byl do kin uveden finský životopisný film Helene v režii Anttiho J. Jokinena, hlavní roli ztvárnila Laura Birn.

## Dílo
Začínala realistickou malbou, z toho období vynikají obrazy jako Zraněný voják v závěji (1880) nebo U vrat věznice v Linköpingu (1862). Později se však otevřela modernistické inspiraci. Obraz Chlapec krmící mladší sestru (1881) je někdy označován za první modernistický obraz v dějinách finského malířství. Jeden z nejpopulárnějších obrazů Helene Schjerfbeck má název Taneční boty. Vznikl v roce 1882 a ona se k tématu vrátila ještě třikrát, také v provedení litografie. Realistický portrét její sestřenice s dlouhýma, štíhlýma nohama vykazuje vlivy pařížských postimpresionistů. Další slavné obrazy jsou Rekonvalescent (1887) a Zelené zátiší, které byly v roce 1991 vydány i na finských známkách. Impresionistický obraz Rekonvalescent (1887) byl v anketě Finské národní galerie v roce 2006 vyhlášen za druhý nejoblíbenější finský obraz všech dob.
Stala se modernistickou malířkou, pokračovala v experimentování s různými technikami. Získala vlastní styl, její formy se zjednodušily a zploštily. Během pobytu v Hyvinkää Schjerbecková vytvořila zátiší a krajinomalby, ale také mnoho portrétů, jako je portrét její matky, místních školaček a dělnic, a také autoportréty. Nejčastějším námětem jejích obrazů jsou expresivní portréty žen v různých situacích jako čtenářka, pekařova dcera, školačka, dívka klečící v písku, matka. Namalovala i řadu autoportrétů, zejména v posledních letech života, kdy neměla k dispozici jiné modely.
V závěru jejího života ji nejvíce oslovil expresionismus. V jeho duchu namalovala sérii 36 autoportrétů, které bývají z její tvorby nejoceňovanější odborníky. Na portrétech z různých období je zachycena nejen fyzická proměna, ale také psychologický vývoj.  Příkladem zralého stylu Schjerfbeckové, čerpajícího z francouzské moderny, jsou obrazy Dívka s plavými vlasy (1916) nebo Autoportrét na černém pozadí (1915).  Její formy se zjednodušily a zploštily, barevná paleta je omezená, barvy jakoby rozpité, detaily minimální. Výsledkem jsou mlčenlivá, hluboce působivá plátna, vyjadřující pocit poklidné kontemplace.

## Galerie

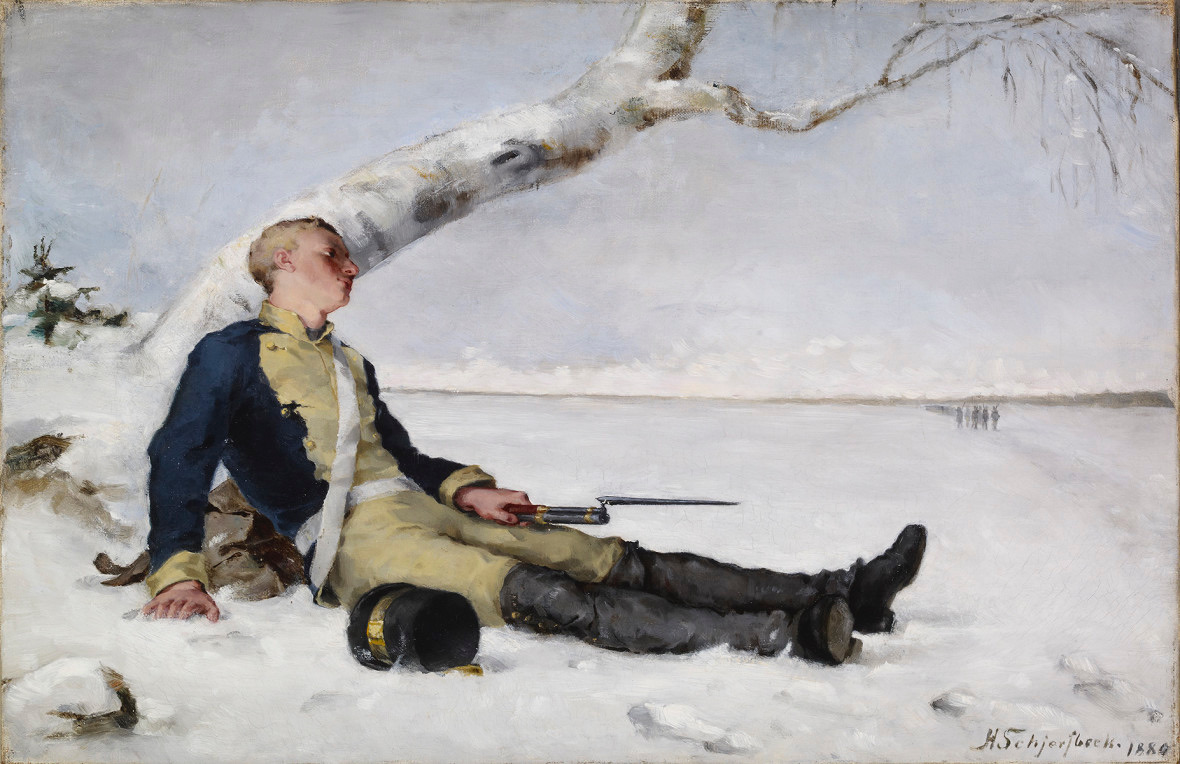
Zraněný voják v závěji (1880)
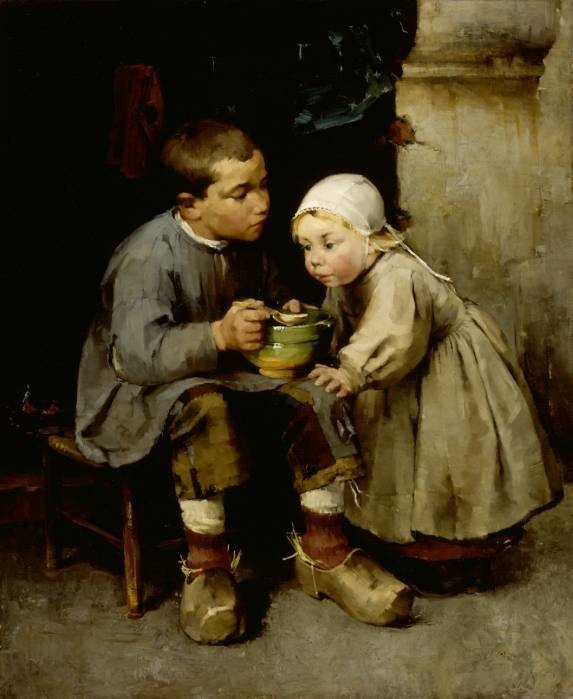
Chlapec krmící mladší sestru (1881)
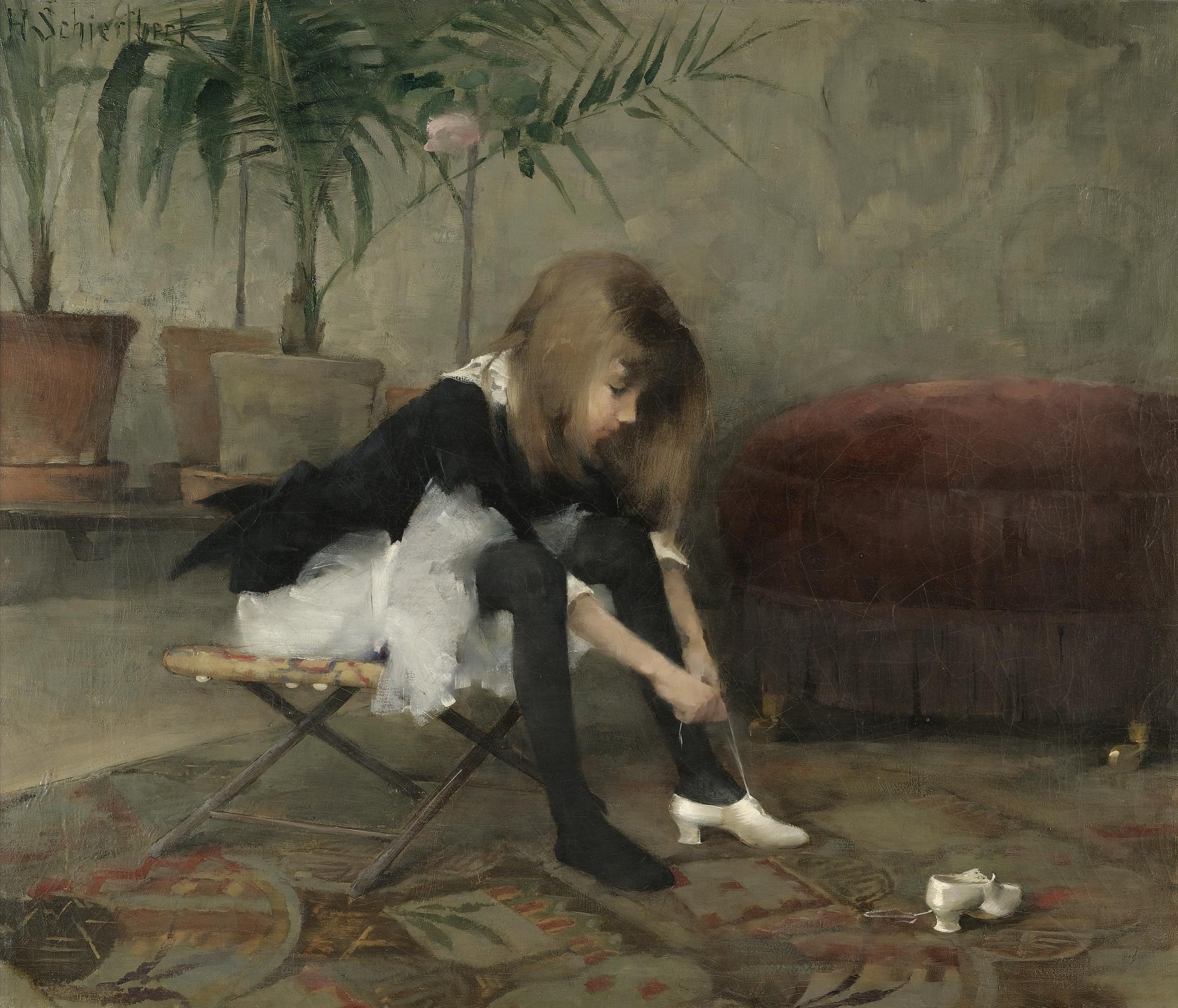
Taneční boty (1882)
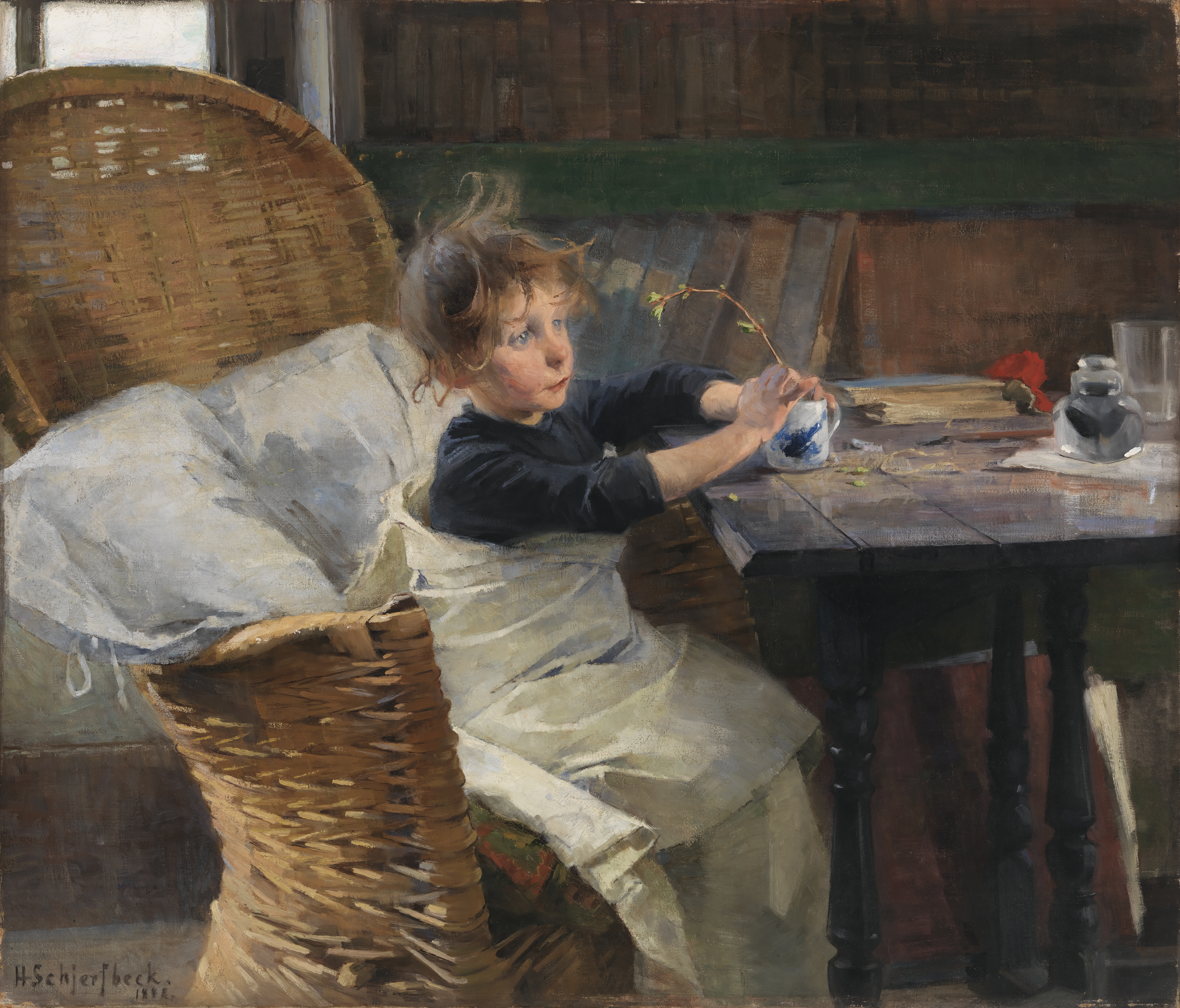
Rekonvalescent (1887)
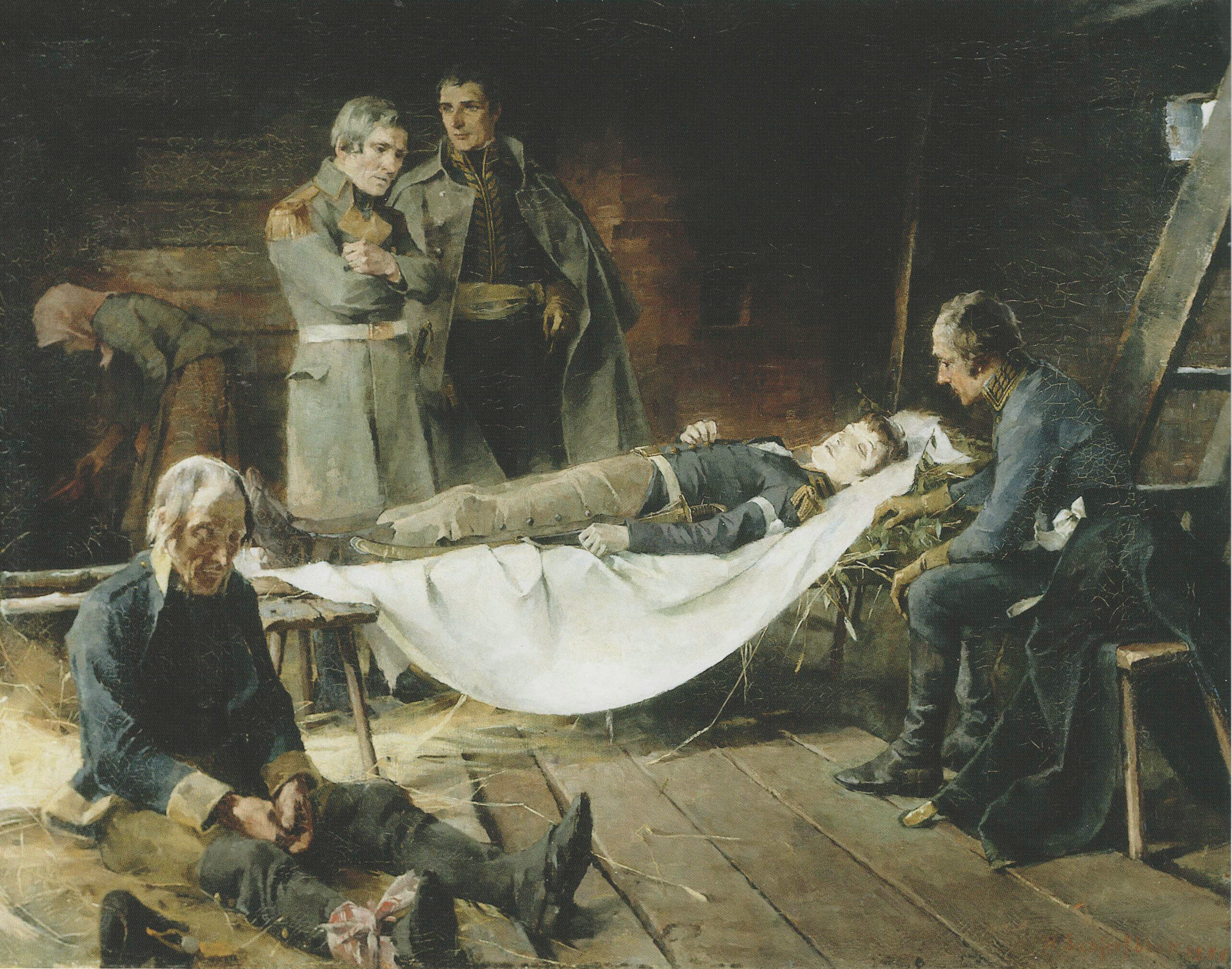
Smrt Wilhelma von Schwerina (1886)
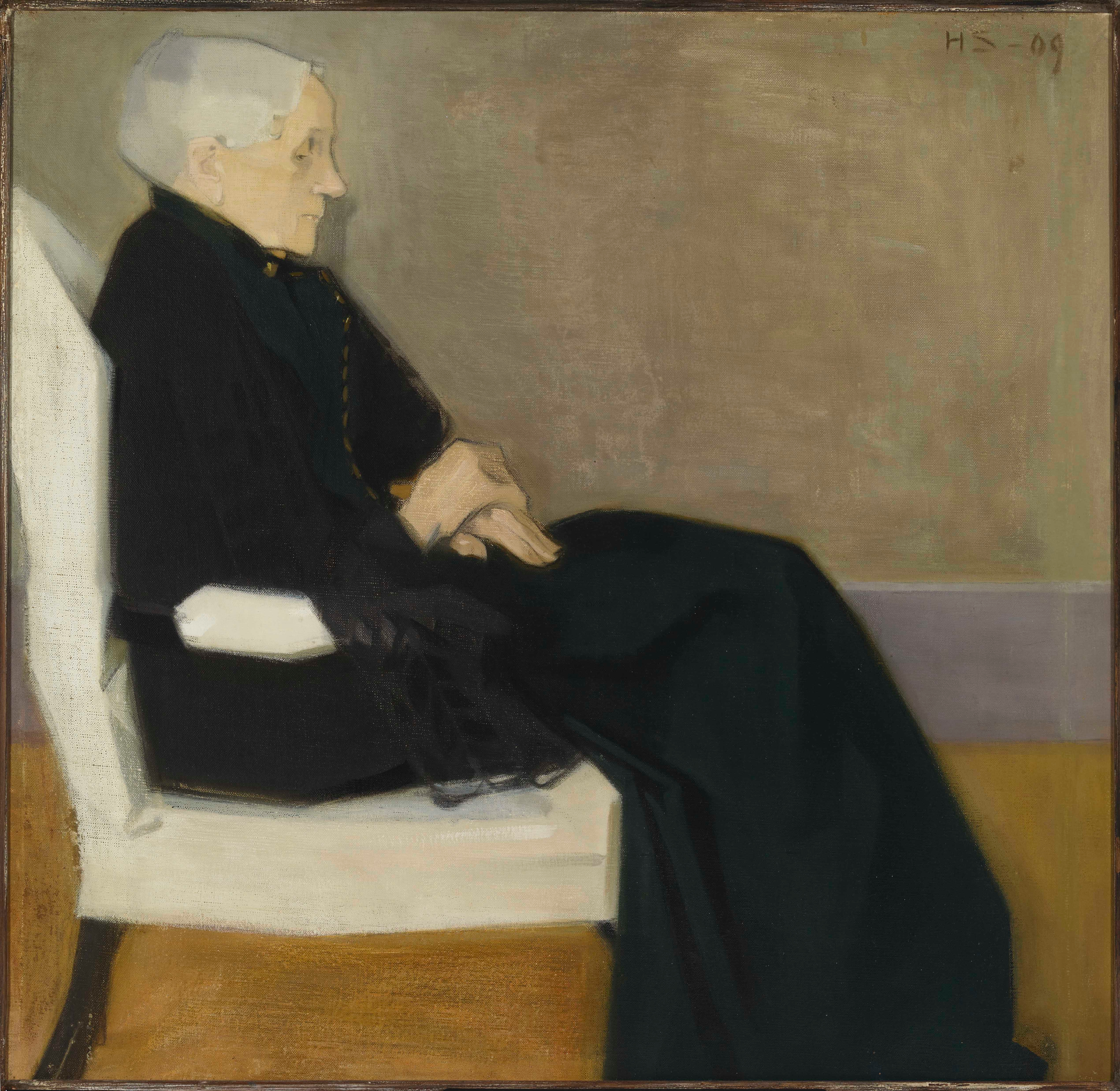
Má matka (1909)
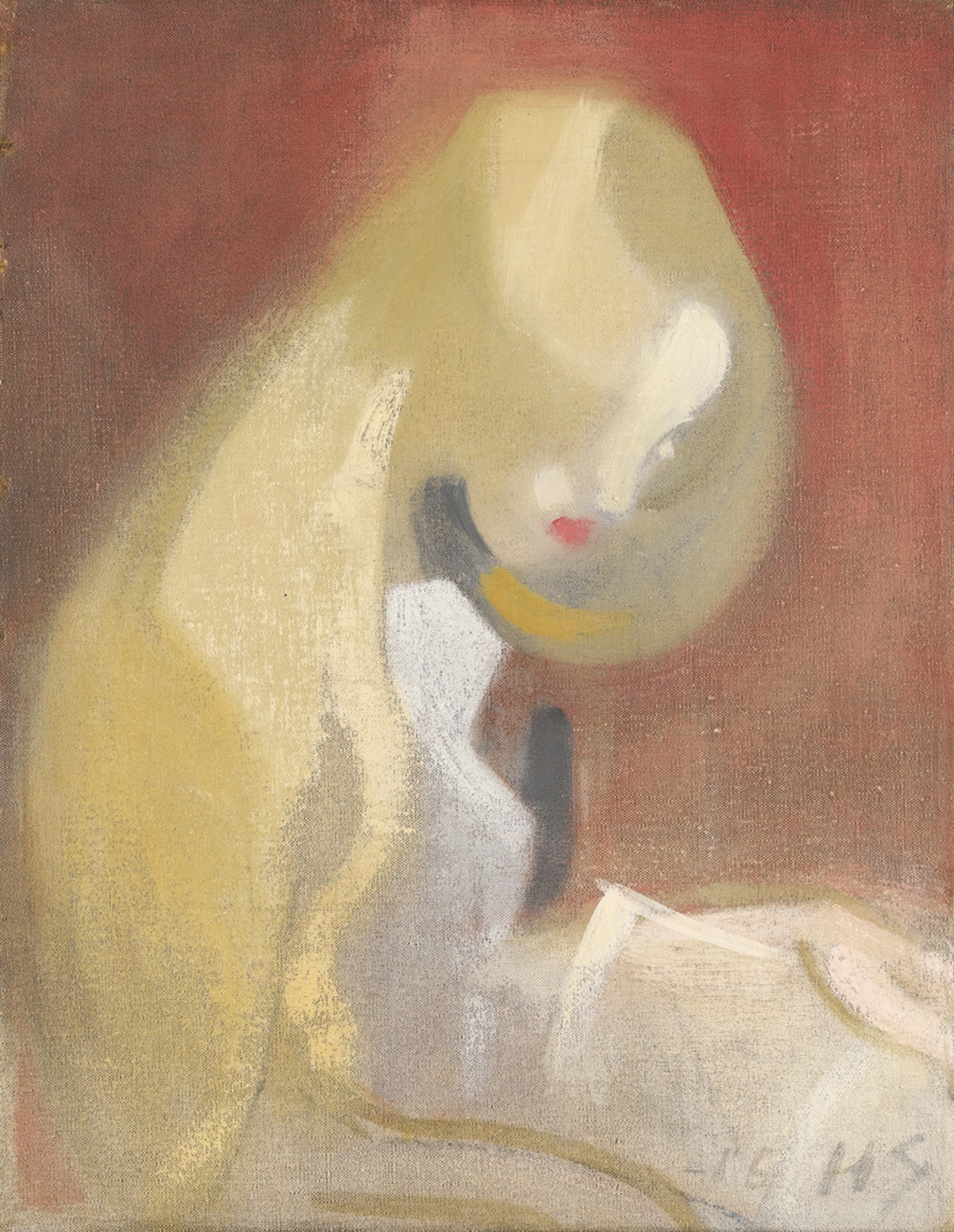
Dívka s plavými vlasy (1916)

Autoportréty
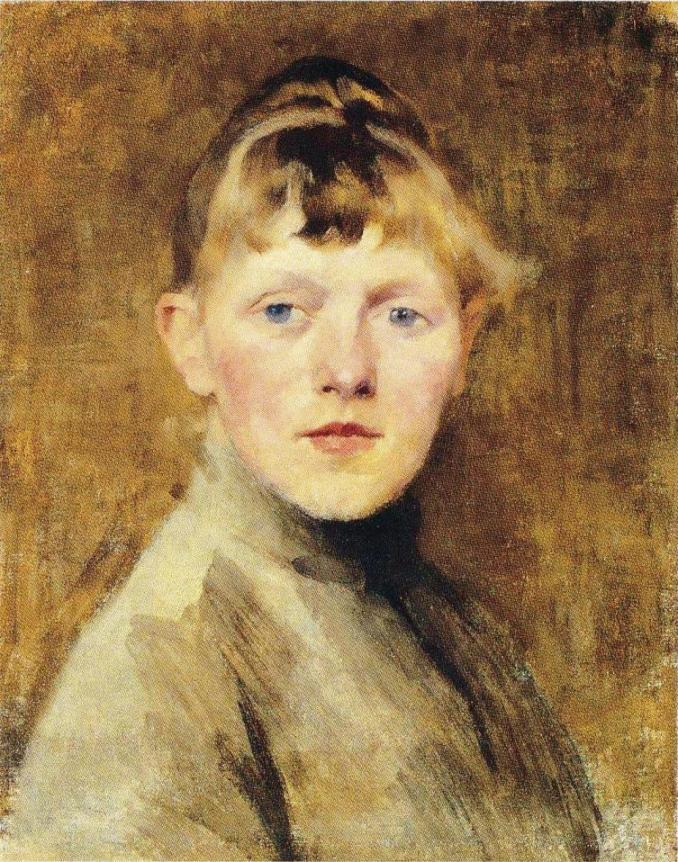
rok 1884
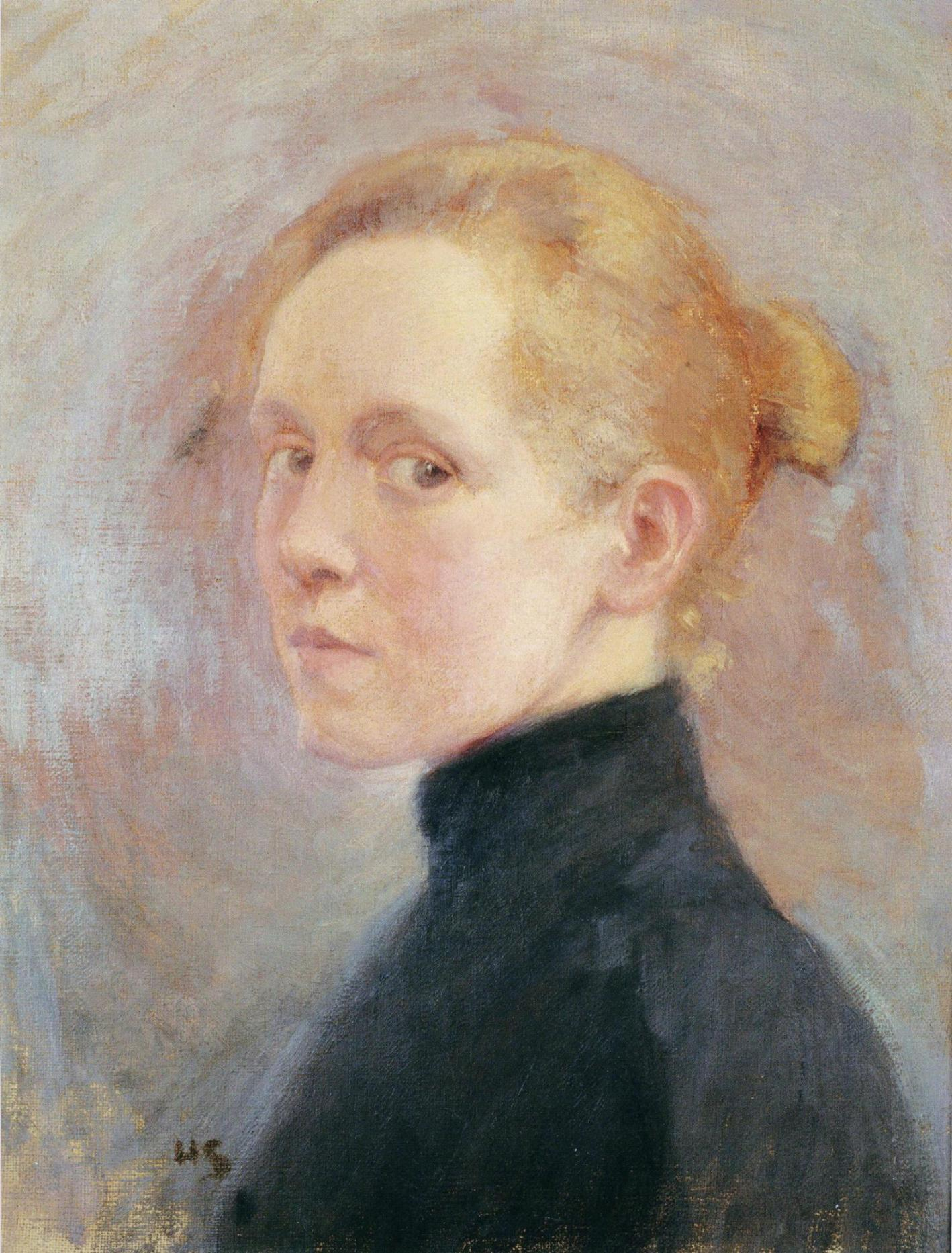
rok 1895
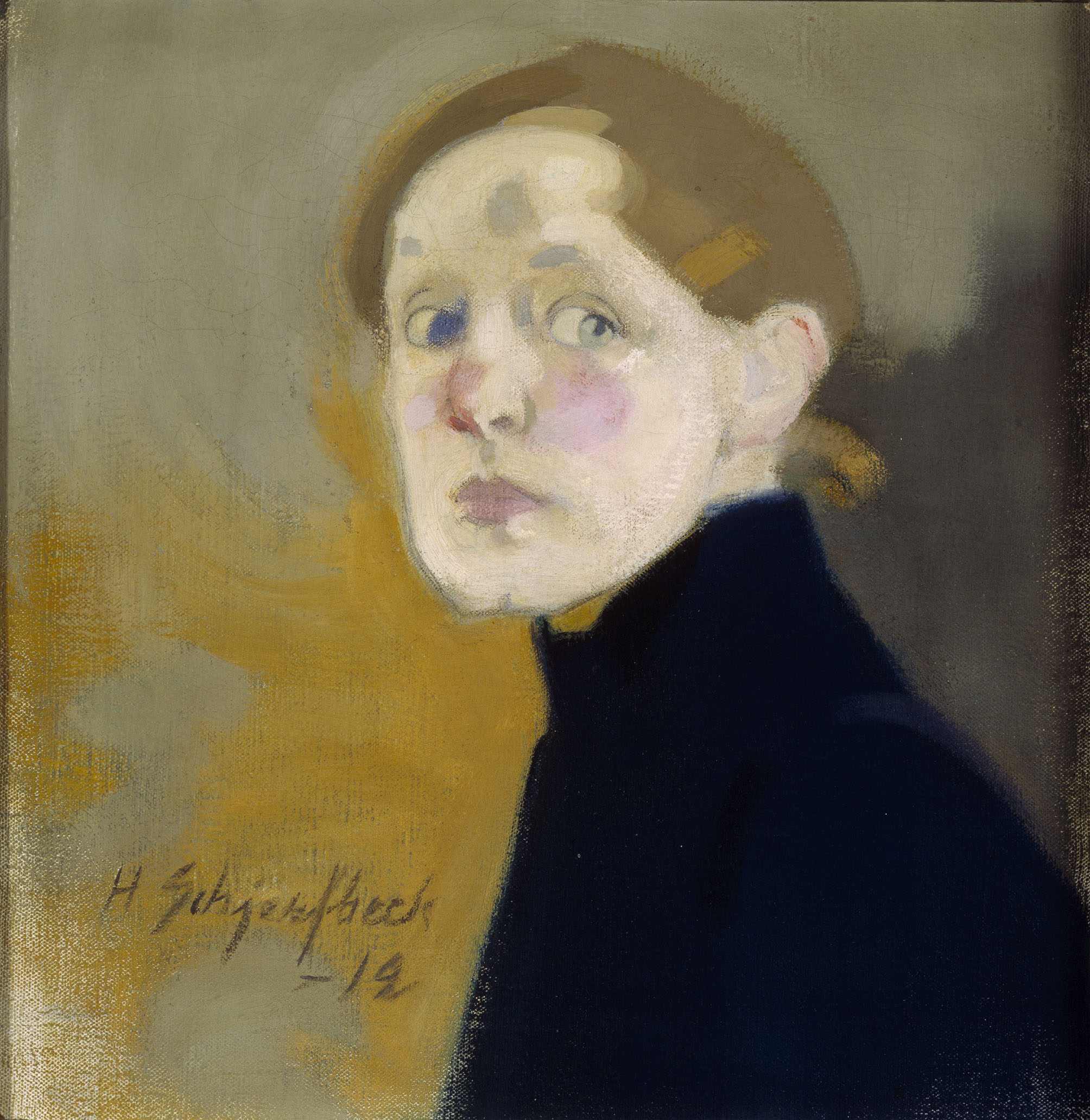
rok 1912
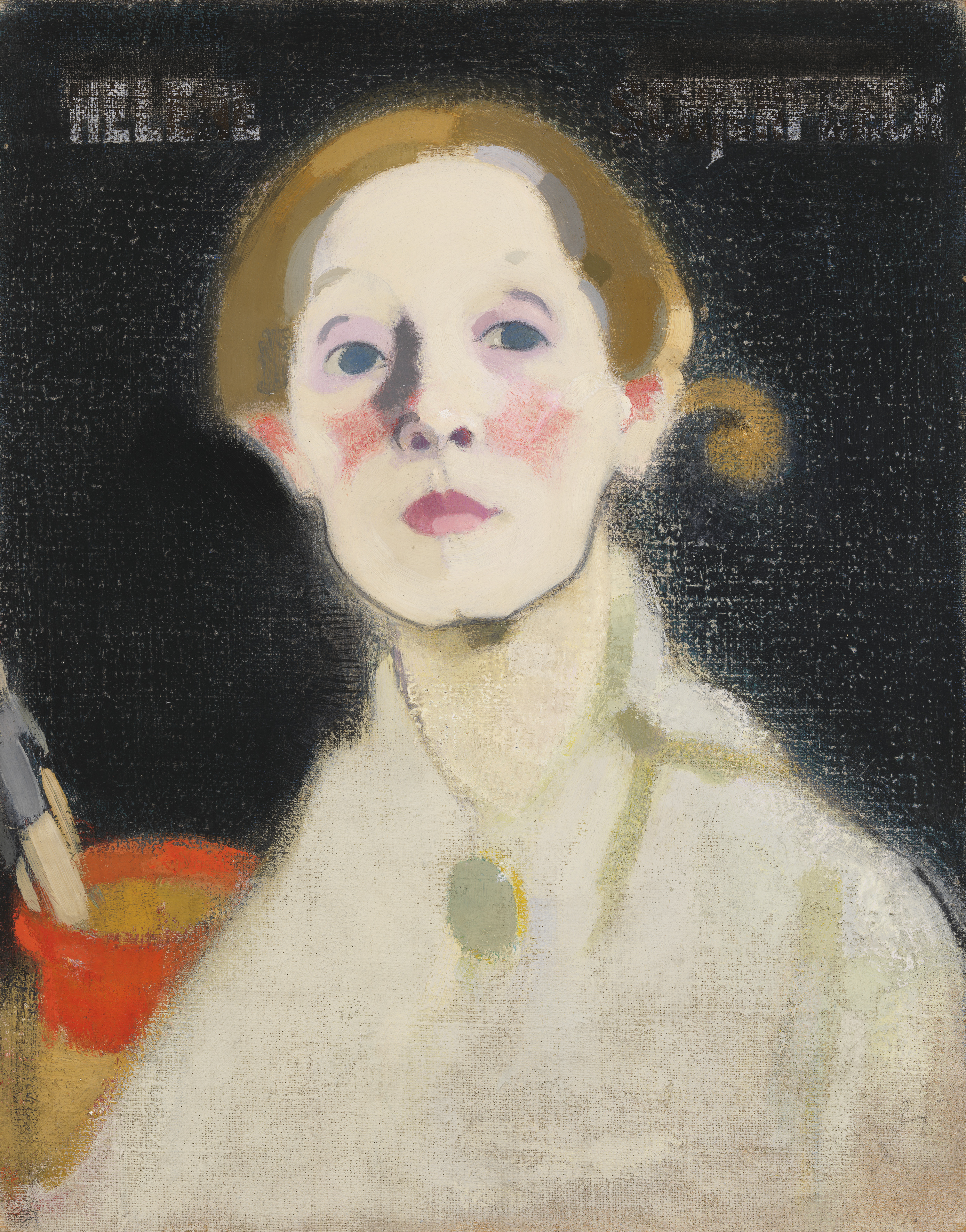
rok 1915
rok 1934
rok 1944
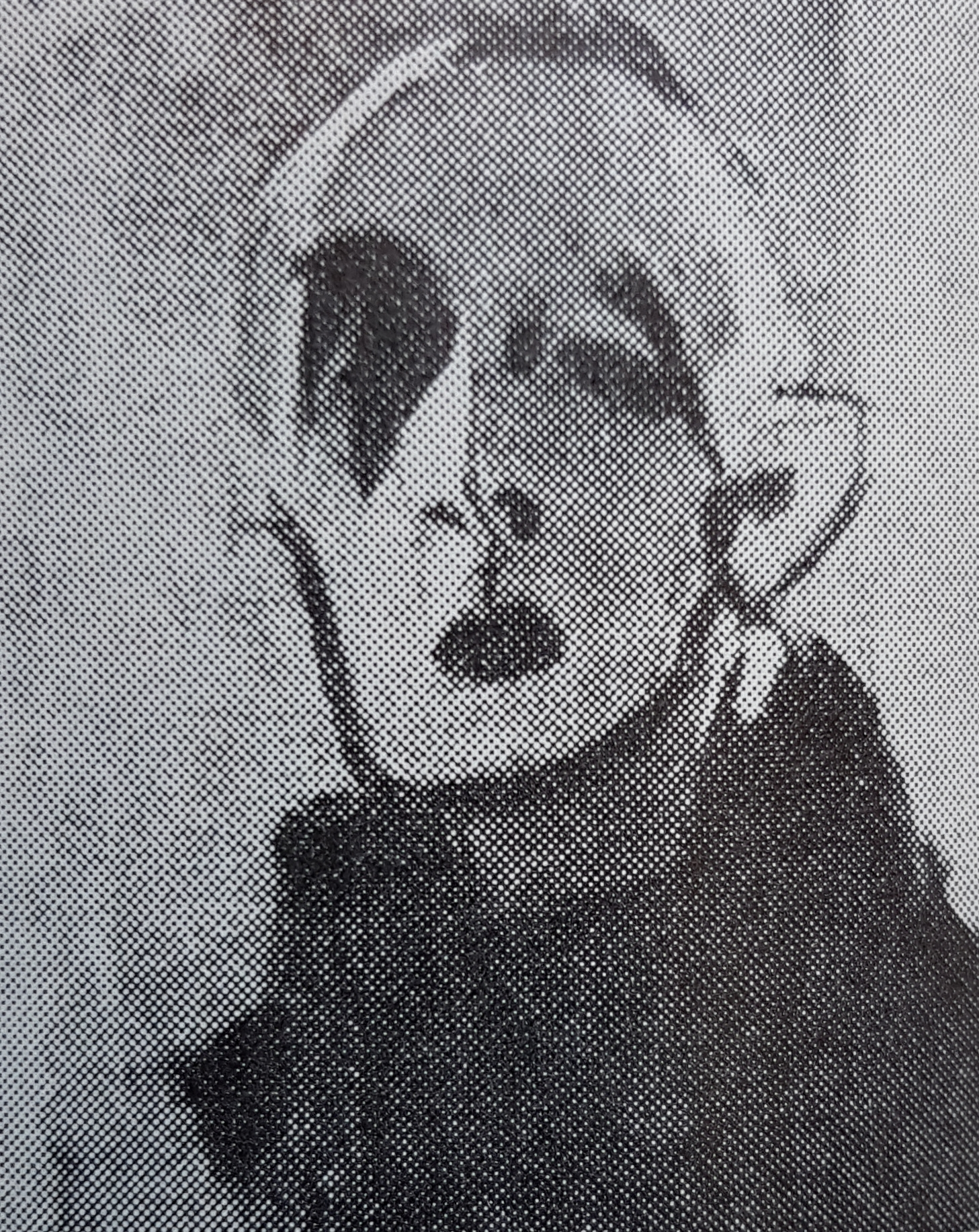
rok 1946